# Oblast Chmelnytsky
De oblast Chmelnytsky (Oekraïens: Хмельницька область, Chmel’nyts’ka oblast’) is een oblast in het westen van Oekraïne. De hoofdstad is Chmelnytsky en de oblast heeft 1.430.775 inwoners (2001).

## Geografie
De zuidgrens wordt gevormd door de rivier de Dnjestr en de westgrens met de oblast Ternopil wordt voor een groot deel gevormd door de rivier de Zbroetsj. Daarnaast loopt de rivier de Horyn in het noorden van de oblast.
De oblast ligt op het Wolynisch-Podolisch Plateau.
Naast de hoofdstad is ook het zuidelijker gelegen Kamjanets-Podilsky van regionaal belang.

## Geschiedenis
Historisch gezien hoort het zuiden en het centrum van de oblast, samen met de oblast Vinnytsja tot de regio Podolië en het noorden van de oblast Chmelnytsky tot de regio Wolynië.